# Psychiatrické centrum Praha
Psychiatrické centrum Praha, zkráceně PCP, bylo v letech 1990–2014 zdravotnické zařízení poskytující vědeckou, výzkumnou a vysoce odbornou činnost v oboru psychiatrie. Zajišťovalo pregraduální výuku lékařské psychologie a psychiatrie v rámci 3. lékařské fakulty Univerzity Karlovy v Praze, stejně tak i postgraduální vzdělávání v klinické psychiatrii a psychologii, implementovalo vědecké poznatky do léčebné praxe a zastupovalo českou vědu v oblasti výzkumu duševních poruch v zahraničí. Od 1. ledna 2015 se Psychiatrické centrum Praha transformovalo do Národního ústavu duševního zdraví.
Statut z 28. května 1993 jej definoval jako příspěvkovou organizaci ministerstva zdravotnictví České republiky se sídlem v Praze. Základnou byly pavilóny č. 19 a 23 v Psychiatrické nemocnici Bohnice.

## Historie
Psychiatrické centrum Praha bylo založeno v roce 1961 jako Výzkumný ústav psychiatrický (VÚPs) v Praze-Bohnicích. Prvním ředitelem se stal Lubomír Hanzlíček (1916–1984), pozdější profesor psychiatrie na Lékařské fakultě hygienické Univerzity Karlovy a autor psychiatrické encyklopedie. Univerzitní výuka psychiatrie byla s VÚPs spojena již v 70. letech s pauzou po odvolání profesora Hanzlíčka v roce 1981. K opětovnému propojení činnosti centra s výukou psychiatrie na 3. lékařské fakultě UK došlo v roce 1990, kdy byl nastupující ředitel prof. Cyril Höschl zvolen také děkanem fakulty.
Ústav poskytl profesní zázemí osobnostem z psychiatrie, psychologie a dalších oborů. Mezi jinými zde pracoval Kurt Freund (1914–1996), který rozhodujícím způsobem přispěl k pochopení sexuálních deviací; po emigraci působil v Torontu. Pokračovatelem v práci K. Freunda byl Jaroslav Madlafousek (1922–2008), odborník v oblasti studia nonverbálního chování. Diplomat a politik Michael Žantovský byl řadu let součástí týmu Madlafouskovy laboratoře. Z ústavu také vzešel Pavel Grof (*1953) působící jako profesor psychiatrie v Ottawě a jeho bratr profesor Stanislav Grof (*1931), jeden ze zakladatelů transpersonální psychologie, který žije v Kalifornii. Dřívější člen laboratoře EEG Miloš Matoušek (*1932) je švédským odborníkem v elektroencefalografii. Jan V. Volavka (*1934) je americký psychiatr a bývalý vědecký pracovník Nathan S. Kline Institute v New Yorku. Psychometrik a metodolog Frank Engelsmann (*1922) působil na McGill University v Montréalu. Pracovníky ústavu byli také surrealista a jazzman Ludvík Šváb (1924–1997), bývalí vedoucí psychiatrické katedry ILF (IPVZ) Alojz Janík (1926–2002) a Karel Chromý (*1936) či psychofarmakologové Jaroslav Baštecký (1936–2007) nebo docent Oldřich Vinař (1925–2018). K týmu aplikované matematiky a biomedicínského inženýrství patřil pozdější ministr školství Petr Vopěnka a manažer Software602 Ivan Dvořák. Před sametovou revolucí zde krátce pracoval Radek Bajgar, v letech 1992–1993 a 2015–2016 šéfredaktor časopisu Reflex. Z VÚPs vzešli i mnozí reformátoři a zakladatelé Fokusu Jan Pfeiffer ml. (*1957) a Ondřej Pěč  (*1959) a také první porevoluční reformní ředitel Psychiatrické léčebny Bohnice Zdeněk Bašný (*18. 9. 1955).
Od roku 1961 zde přes 40 let (do své smrti) působil Zdeněk Dytrych (1930–2002), nejprve jako vedoucí oddělení neuróz, později jako vedoucí laboratoře pro výzkum rodiny, dále jako vedoucí oddělení sociální psychiatrie a nakonec opět laboratoře pro výzkum rodiny. S touto laboratoří spolupracoval od roku 1970 externě dětský psycholog Zdeněk Matějček (1922–2004); od roku 1988 až do své smrti byl jejím výzkumným pracovníkem.
Od roku 1990 byl ředitelem centra profesor Cyril Höschl.

## Vědecká a výzkumná činnost

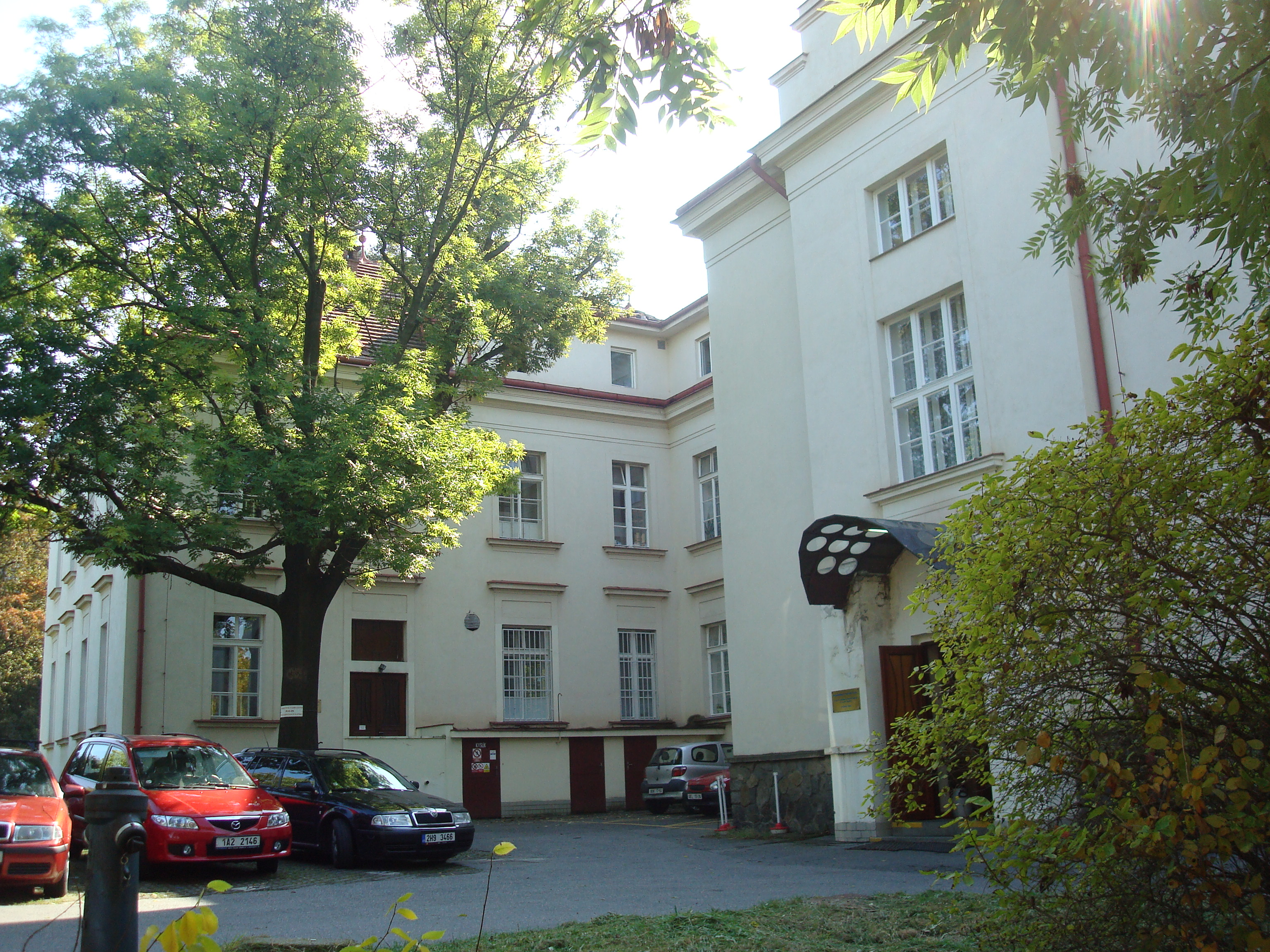
Pavilon 23, původní sídlo PCP

Základním posláním centra byla vědecká a výzkumná činnost zaměřená na zjišťování, prevenci a remediaci rizikových faktorů, jež ohrožují duševní zdraví jedince v různých stadiích jeho životního cyklu a na různých úrovních – od biochemické až po sociální. K dosažení tohoto komplexního cíle probíhá výzkum v oblasti psychiatrické demografie a epidemiologie, neuropsychologie, epidemiologie zneužívání a závislosti na návykových látkách, psychometriky, biochemie a patofyziologie mozku a psychofarmakologie.
Řešeny zde byly grantové projekty domácích i zahraničních grantových agentur, probíhala spolupráce s mezinárodními organizacemi, jako jsou Světová zdravotnická organizace, UNESCO, Světová federace duševního zdraví a dalšími. Praktickými výstupy této činnosti jsou podklady pro formování zdravotní politiky v oblasti duševního zdraví, podklady pro účinnou alokaci finančních prostředků do technologií, metod a prostředků s vysokou výtěžností při detekci, predikci průběhu a terapeutické odpovědi na intervenci v oblasti duševního zdraví a podklady pro vodítka diagnostických a terapeutických postupů.
V roce 2000 centrum získalo komplexní programový projekt ministerstva školství, mládeže a tělovýchovy České republiky s názvem „Centrum neuropsychiatrických studií“. Tím byli organizačně a ekonomicky soustředěni odborníci pracující na propojení neurofyziologických, neurochemických, strukturálních, kognitivních, neuroendokrinologických a klinických modelů hlavních duševních poruch. Centrum neuropsychiatrických studií tak integrovalo základní a aplikovaný výzkum v neurobehaviorálních vědách.

## Léčebná péče
Psychiatrická klinika centra (dnes Národní ústav duševního zdraví v Klecanech) je nespádové lůžkové zařízení poskytující psychiatrickou péči pacientům z celé České republiky. Kromě ambulantní a akutní lůžkové péče nabízí také specializované terapeutické programy v podobě uzavřených docházkových skupin v rámci denních stacionářů, program kognitivní remediace a psychoedukační programy. Součástí kliniky je laboratoř EEG se spánkovou laboratoří. Jednotlivá oddělení a denní stacionáře se specializují především na léčbu specifických poruch úzkostných, afektivních poruch, psychotických a poruch spánku.
Psychiatrické centrum Praha získalo v roce 2005 jako první samostatné psychiatrické pracoviště národní akreditaci kvality od Spojené akreditační komise České republiky, kterou obhájilo v roce 2008. Kromě léčebné péče klinika organizuje a provádí výzkumné klinické studie.

## Výuka studentů
Centrum bylo pregraduální výukovou základnou Kliniky psychiatrie a lékařské psychologie 3. lékařské fakulty Univerzity Karlovy v Praze a poskytovalo též akreditované postgraduální vzdělávání lékařů a psychologů.